# حادثة تحطم طائرة E-11A لسلاح الجو الأمريكي 2020
حادثة تحطم طائرة E-11A لسلاح الجو الأمريكي 2020 وقعت في 27 يناير 2020، حيث تحطمت طائرة تابعة للقوات الجوية الأمريكية من نوع بومباردييه غلوبال أكسبريس (E-11A) في منطقة ديه ياك، ولاية غزني في أفغانستان، التي تسيطر حركة طالبان جزئيا عليها. وقد قُتل شخصان كانا على متنها، وزعمت طالبان أنها أسقطت الطائرة بينما قال المتحدث باسم القوات الأمريكية العقيد سوني ليغيت أن «السلطات تحقق في سبب الحادث، الذي لا توجد مؤشرات على أنه نتج عن نيران معادية».

## الحادث
تحطمت الطائرة في الساعة 13:10 بالتوقيت المحلي (08:40 بالتوقيت العالمي ) في منطقة ديه ياك . مقاطعة غزنة ، أفغانستان. موقع تحطم الطائرة هو 130 كم جنوب غرب كابل ، وبالقرب من قرية سادو خيلو.   وذكرت إذاعة صوت أمريكا أن جميع الأشخاص الخمسة الذين كانوا على متنها قتلوا.  ولكن أكدت وزارة الدفاع وجود اثنين فقط من القتلى في موقع الحادث وفي تقرير لقناة الجزيرة ذكر أحد السكان عن مشاهدته لمقاتلي طالبان ينتشلون جثتين من الموقع ولم تكن معالمهم واضحة بسبب تفحمهم.   وتوفي اثنان من السكان المحليين الأفغان على الأرض بسبب تأثير الحادث.  
قيل في الأصل أنها كانت طائرة تابعة لشركة الخطوط الجوية الأفغانية أريانا ،   لكن الشركة نفت لاحقًا هذا الاحتمال، قائلة إن جميع رحلاتها قد تم حسابها.  وأكد متحدث باسم الجيش الأمريكي هوية الطائرة المنكوبة في الحادث الذي وقع في منطقة تسيطر عليها طالبان .  وقال متحدث باسم طالبان لـ "العربية" أن مقاتلي طالبان أسقطوا الطائرة وقتلوا الجميع على متنها، بمن فيهم كبار المسؤولين. ومع ذلك، فإن هذه التقارير غير مؤكدة حتى الآن.  

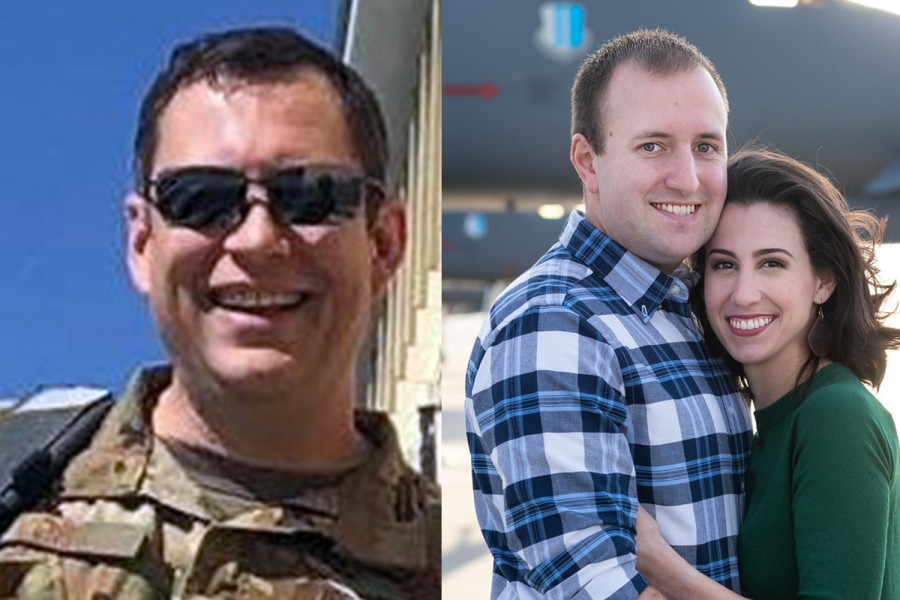
على اليسار المقدم بول ك. فوس و على اليمين النقيب ريان س. فانوف مع زوجته وهم قتلى الحادث بالإضافة لقتيلين من الأفغان المدنيين.

وفي 29 كانون الثاني / يناير، حددت مصادر البنتاغون أن الطيارين الذين قد قُتلا في الحادث هما المقدم بول ك. فوس والنقيب ريان س. فانوف وأنه لم يكن على الطائرة غيرهما. 
بينما أظهرت صور ومقاطع على موقع تويتر احتراق الطائرة وتداولت وسائل إعلام روسية وإيرانية أن الموجودين على الطائرة هم موظفين من المخابرات الأمريكية (CIA)
- صور تم تداولها على الإنترنت لموقع الحادث

## الطائرة
كانت الطائرة المنكوبة من نوع بومباردييه جلوبال إكسبريس E-11A تابعة للقوات الجوية الأمريكية .  ويُظهر مقطع فيديو لمشهد التحطم تم تداوله على موقع تويتر أن الرقم التسلسلي للطائرة كان 11-9358 ،  msn 9358. وقد طارت لأول مرة في عام 2009.
يشغل الطائرة سرب القتالية الإلكترونية 430 من إكسبيديشن لتقوم بدور للاتصالات المحمولة جواً في ساحة المعركة .  وتعتبر الطائرة المنكوبة واحدة من أربع فقط في سلاح الجو الأمريكي من نفس النوع. 

## التحقيق
فتحت السلطات العسكرية الأمريكية تحقيقًا في الحادث. 